# Moroczna
Moroczna (ukr. Морочне) – wieś na Ukrainie, w obwodzie rówieńskim, w rejonie waraskim. W 2024 liczyła 1086 mieszkańców, spośród których 1085 posługiwało się językiem ukraińskim.

## Historia
W okresie międzywojennym dwie wsie, Moroczna Wielka i Mała oraz folwark Moroczna, wchodzące w skład województwa poleskiego II RP, powiatu pińskiego. Moroczna Wielka była siedzibą gminy.
Podczas okupacji hitlerowskiej, na początku 1942 roku Niemcy utworzyli getto dla żydowskich mieszkańców. Przebywało w nim około 1700 osób. We wrześniu 1942 roku Niemcy zlikwidowali getto, a Żydów zamordowali. Sprawcami zbrodni było Gestapo i SD z Brześcia, niemiecka żandarmeria oraz ukraińska policja.